# Chinesas dos Bichos

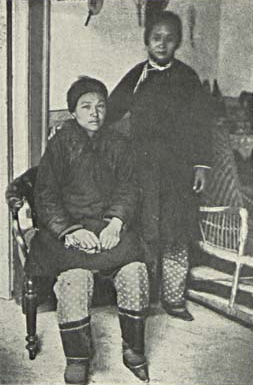
Ajus e Joé, fotografadas por Joshua Benoliel em 1911

As Chinesas dos Bichos foram duas curandeiras de Xangai, de nome Ajus e Joé, que foram o centro de acesa polémica em Portugal, no final de 1911.

## História
Ajus e Joé instalaram-se no Hotel Algarve, à Rua da Padaria na baixa lisboeta, em Novembro de 1911, onde recebem doentes oftalmológicos que tratam "extraindo dos olhos […] uns bichos parecidos com os alimentados no interior dos frutos". O putativo tratamento consistia em, após aplicar algumas gotas de um líquido, massajar as fontes com "dois pauzinhos", fazendo sair "bichos" dos olhos dos doentes (mais tarde, haveria de ser esclarecido que, ao exame microscópico, os "bichos" se revelaram ser larvas de mosca — que o Governo Civil alegava serem lá colocadas pelas próprias chinesas, por prestidigitação).
Várias pessoas afirmam ter recuperado a visão após o tratamento das "chinesas milagrosas", o que arrasta multidões esperançosas de encontrarem curas para as suas doenças de olhos. Entretanto, as autoridades intervêm: o Governador Civil de Lisboa, Eusébio Leão (ele próprio médico de formação), proíbe as curandeiras de realizar consultas, alegando prática ilegal de Medicina. Confrontado com as declarações de melhoras dos doentes, diz, em entrevista ao jornal A Capital, tratar-se apenas do poder da sugestão e denuncia os perigos sanitários das intervenções das curandeiras: "Eu sinto grande comiseração por esses infelizes que, na ânsia de uma cura, ou mesmo de simples melhoras, se abalançam a tudo, fazem os maiores sacrifícios e crêem nos milagres com que pretendem explorá-los criaturas sem escrúpulos; mas o dever de todos nós, que conhecemos a ignóbil exploração, é defendê-los mesmo contra eles próprios, evitando não só essa exploração como sobretudo os perigos que dela resultam."

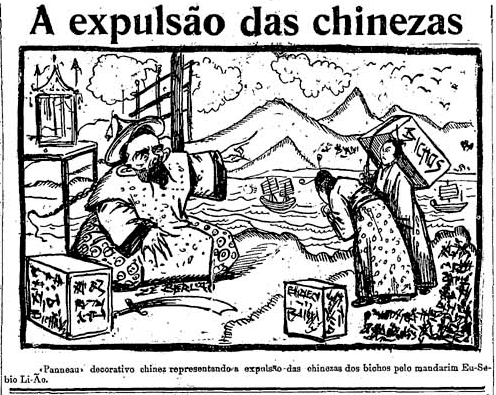
Cartoon publicado no jornal A Capital (25 de Novembro de 1911): "«Panneau» decorativo chinez representando a expulsão das chinezas dos bichos pelo mandarim Eu-Sé-bio Li-Ão."

Esta proibição gera um grande movimento de protesto, constituindo-se comissões para a defesa dos direitos das chinesas junto do Presidente da República, do Parlamento, do Ministério do Interior e do Governo Civil. Como se manteve a interdição dos tratamentos aos olhos, a contestação popular cresce e, na madrugada de 25 de Novembro, a polícia entra no Hotel Algarve e resgata as chinesas para as encaminhar para fora do país: conduzidas até Vila Franca de Xira, foram depois metidas numa carruagem de 2.ª classe no comboio para Badajoz, acompanhadas de 4 guardas.
Os protestos sobem de tom, e invadem as ruas. A 26 de Novembro, uma comissão composta por António Bellá, Constantino Mendes, Gaspar da Silva, Manuel Augusto Ferreira, Júlio Cruz, José da Veiga, Armando Almeida, e José Candeias, resolve promover um comício de protesto contra a expulsão das "Chinesas dos Bichos" às 2 horas da tarde, junto à Igreja dos Anjos: ouvem-se inflamados discursos, falando de "um protesto contra todos aqueles que apenas querem ganhar dinheiro, sem querer saber os resultados", clamando que "se faça justiça e haja respeito pelos estrangeiros", que "a Constituição não foi respeitada, pois que a polícia entrou em casa de cidadãos respeitáveis", que só não convinha aos médicos oftalmologistas que as chinesas aqui continuassem, e ataques a Eusébio Leão "como médico, como governador civil, e como republicano principalmente". A multidão encaminha-se em massa para a Rotunda, onde se realiza novo comício. Daí, a multidão marcha pela Avenida da Liberdade em direcção ao Governo Civil. Como Eusébio Leão não estava presente, a multidão dispersou, e parte seguiu para a redacção do jornal A Lucta, onde se manifestou contra Brito Camacho. Receando-se mais manifestações, e devido à proximidade da multidão à residência do Presidente da República (que, na altura, era o Palácio da Horta Seca), montaram guarda em frente ao palácio uma força de infantaria e uma outra de cavalaria da Guarda Nacional Republicana.

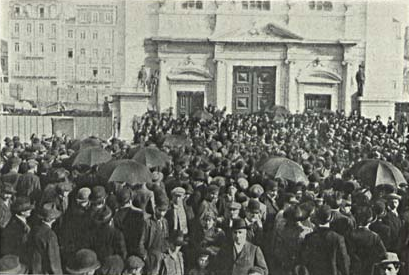
O comício junto à Igreja dos Anjos, no dia 26 de Novembro de 1911

A 26 de Novembro, um comício enche o Rossio, com "oradores improvisados a incitar os grupos passando das chinesas para os casos de política geral no meio de aplausos e vivas". Machado Santos, o herói da Revolução Republicana, tenta acalmar a população, mas vê-se obrigado a refugiar-se numa loja que foi posteriormente destruída, e de onde só conseguiu sair de automóvel após a chegada da Guarda Nacional Republicana. Da troca de tiros entre a guarda e o povo resultam 46 feridos, 1 morto (o chapeleiro José da Costa, de 20 anos, que faleceu na manhã do dia 27 na Enfermaria de S. Sebastião do Hospital de São José, após ter sido atingido com dois tiros no peito na Rua do Amparo), e várias detenções.